# Келсо (Мисури)
Келсо (енгл. Kelso) град је у америчкој савезној држави Мисури.

## Демографија
По попису из 2010. године број становника је 586, што је 59 (11,2%) становника више него 2000. године.
| Група             | 2000.       | 2010.       |
| Белци             | 509 (96,6%) | 578 (98,6%) |
| Афроамериканци    | 0 (0,0%)    | 1 (0,2%)    |
| Азијати           | 0 (0,0%)    | 0 (0,0%)    |
| Хиспаноамериканци | 11 (2,1%)   | 3 (0,5%)    |
| Укупно            | 527         | 586         |